# エルミナージュシリーズ
「エルミナージュシリーズ」は、スターフィッシュ・エスディから発売されているコンピュータゲームのシリーズ。ジャンルはロールプレイングゲーム。

## 作品一覧
- エルミナージュ 〜闇の巫女と神々の指輪〜、発売日:2008年3月27日、対応機種:PS2
  - エルミナージュ DS Remix 〜闇の巫女と神々の指輪〜、発売日:2008年11月13日、対応機種:DS
  - エルミナージュ Original 〜闇の巫女と神々の指輪〜、発売日:PSP版2011年5月19日、PC版2016年1月28日、3DS版2016年12月14日、対応機種:PSP/Win/3DS
- エルミナージュII 〜双生の女神と運命の大地〜、発売日:2009年10月29日、対応機種:PSP/3DS
  - エルミナージュII DS Remix 〜双生の女神と運命の大地〜、発売日:2010年7月1日、対応機種:DS
- エルミナージュIII 〜暗黒の使徒と太陽の宮殿〜、発売日:2011年8月4日、対応機種:PSP/3DS
- エルミナージュ ゴシック 〜ウルム・ザキールと闇の儀式〜、発売日:2012年05月24日、対応機種:PSP
  - エルミナージュ ゴシック 3D Remix 〜ウルム・ザキールと闇の儀式〜、発売日:2013年09月05日、対応機種:3DS
- エルミナージュ異聞 アメノミハシラ、発売日:2012年9月13日、対応機種:PSP
  - エルミナージュ異聞 アメノミハシラ・怪、発売日:2014年11月13日、対応機種:3DS